# Örmény Fegyveres Erők
Az Örmény Fegyveres Erők (örményül: Հայաստանի զինված ուժեր, magyar átírásban: Hajasztani zinvac ovzser) Örményország hadereje, mely két haderőnemből, a szárazföldi erőkből, valamint a légierőből és légvédelmi csapatokból áll.

## Fegyveres erők létszáma
- Aktív: 44 610 fő (melyből 33 100 fő sorozott)
- Szolgálati idő a sorozottaknak: 24 hónap
- Tartalékos: 210 000 fő

## Szárazföldi erők
Létszám
38 900 fő
Állomány
- 14 gépesített lövész ezred
- 2 harckocsi zászlóalj
- 3 felderítő zászlóalj
- 1 erőd ezred
- 1 önjáró tüzér ezred
- 1 tüzér osztály
- 2 kisegítő zászlóalj
- 2 javító zászlóalj
- 1 gépesített lövész dandár
- 1 tüzér ezred
- 1 harcászati rakéta dandár
- 1 repülő ezred
- 1 műszaki ezred

Felszerelés
- 110 db harckocsi (T–54, T–72)
- 106 db páncélozott gyalogsági harcjármű (BMP–1, BRM–1)
- 50 db páncélozott szállító jármű (BTR–60, BTR–70, BTR–80)
- 229 db tüzérségi löveg

## Légierő
Létszám
3160 fő

### Harci repülőgépek és helikopterek
- MiG–25 – 1 db, Gjumri légibázisán állomásozik. eredetileg az azeri légierő állományába tertozott, pilótája 1993-ban szökött a géppel Örményországba.
- Szu–25 – 15 darab, melyeket Szlovákiától vásárolt Örményország 2004-ben.[1] Közülük egy darab Szu–25UBK gyakorló változat.
- Krunk – Kb. 15 darab. A felderítésre szolgáló örmény gyártmányú pilóta nélküli repülőgép (UAV) 2011-ben jelent meg az örmény légierőnél.
- Mi–24 – 12 darab, közülük 2-2 db Mi–24K és Mi–24R felderítő, valamint 8 db Mi–24P harci változat.

### Szállító repülőgépek és helikopterek
- Il–76 – 2 db, melyeket 2004-ben állítottak szolgálatba[2]
- Mi–2 – 2 db
- Mi–8 – 10 db
- Mi–9 – 2 db, légi vezetési pont

### Egyéb repülő eszközök
- L–39 Albatros – 4 db